# Nicolae Mazarini
Nicolae Mazarini, romunski general, * 1889, † 1955.